# 19082 Vikchernov
19082 Vikchernov là một tiểu hành tinh vành đai chính với chu kỳ quỹ đạo là 1229.1609000 ngày (3.37 năm).
Nó được phát hiện ngày 26 tháng 8 năm 1976.